# Cítov
Cítov (en allemand : Zitow, précédemment Zittow ou Cittow) est une commune du district de Mělník, dans la région de Bohême-Centrale, en Tchéquie. Sa population s'élevait à 1 251 habitants en 2020.

## Géographie
Cítov se trouve à 7 km à l'ouest-nord-ouest de Mělník et à 34 km au nord de Prague.
La commune est limitée par Horní Počaply au nord, par Dolní Beřkovice au nord et à l'est, par Býkev, Lužec nad Vltavou et Spomyšl au sud, et par Horní Beřkovice, Kostomlaty pod Řípem et Libkovice pod Řípem à l'ouest.

## Histoire
La première mention écrite de la localité date de 1268.